# Aliou Cissé
Pour les articles homonymes, voir Cissé.
Aliou Cissé, né le 24 mars 1976 à Ziguinchor (Sénégal), est un footballeur international sénégalais évoluant aux postes de défenseur et milieu de terrain du milieu des années 1990 à la fin des années 2000. Il se reconvertit ensuite entraîneur.
En 2022, en tant que sélectionneur, il remporte la Coupe d'Afrique des nations.

## Biographie

### En club
Aliou Cissé naît à Ziguinchor, au Sénégal, avant de rejoindre le  Val-de-Marne à l'âge de neuf ans. La famille s'installe dans le quartier populaire du Bois-l'Abbé à Champigny-sur-Marne.
Son premier match en Ligue 1 est un Lille - Monaco (0-0) le 21 janvier 1995.
Aliou Cissé fait partie du groupe du PSG vice-champion de France en 1999-2000 ayant participé à la Ligue des champions 2000-2001. Il dispute quatre rencontres dans cette compétition. En manque de temps de jeu, il signe à Montpellier la saison suivante.
De 2002 à 2006, il évolue ensuite dans le Championnat d'Angleterre.
Sous contrat avec le CS Sedan Ardennes de 2006 à 2008, il décide de rejoindre un promu en Ligue 2, le Nîmes Olympique, pour lequel il s'engage le 1er septembre 2008. Son contrat n'est pas reconduit à la fin de la saison.

### En équipe nationale
Il connaît sa première sélection A du Sénégal le 21 novembre 1999 en match amical face à la Côte d'Ivoire (victoire 3-0).
Il est le capitaine de l'équipe du Sénégal qui atteint les quarts de finale de la Coupe du monde 2002 et qui atteint la finale de la Coupe d'Afrique des nations 2002 perdue aux tirs au but face au Cameroun.

### Entraîneur

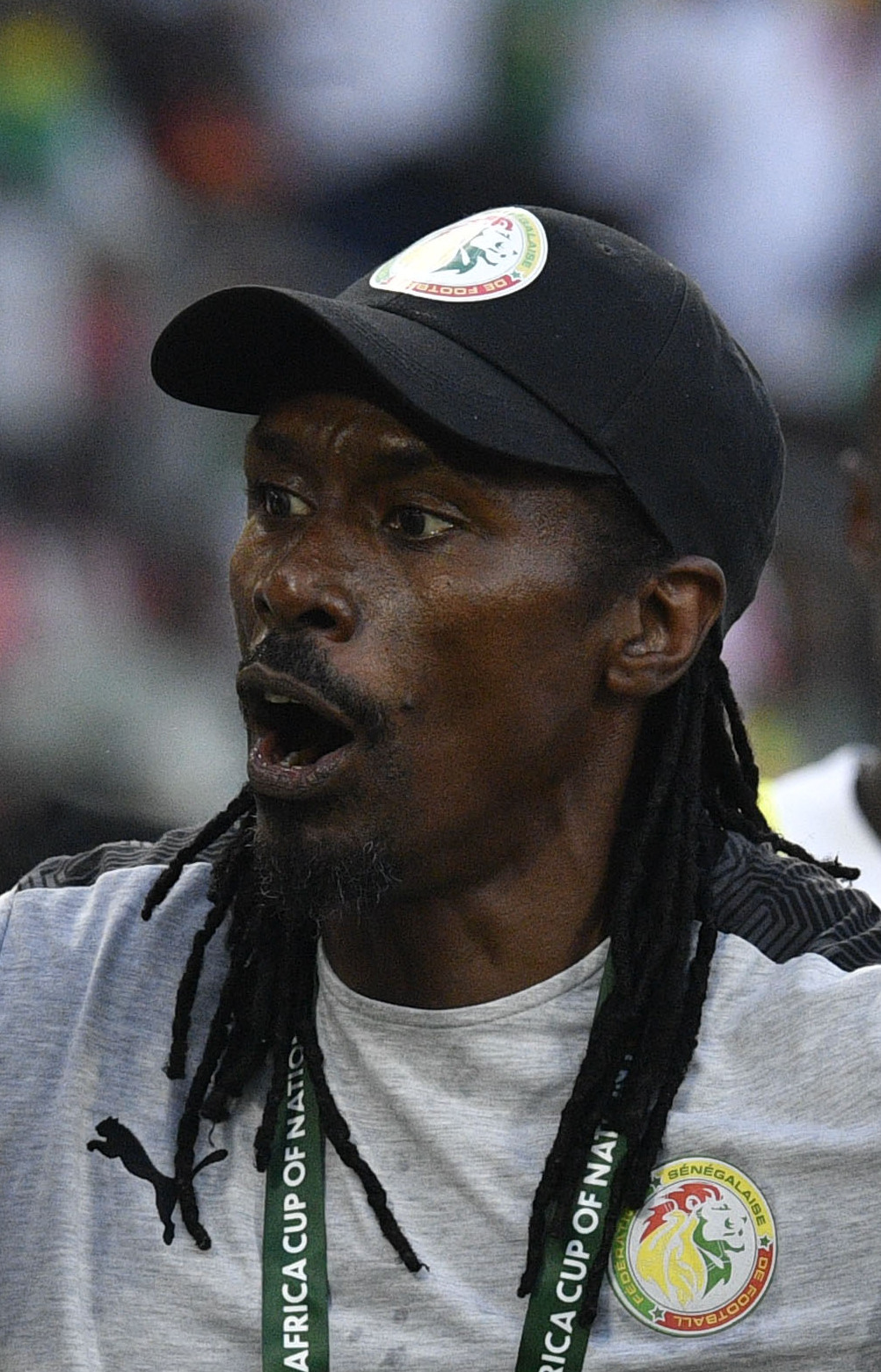
Aliou Cissé en 2024

En janvier 2012, l'ancien capitaine de l'équipe nationale de football, Aliou Cissé va retrouver la tanière. Après une carrière internationale, l'ex-joueur du PSG est promu au poste d'adjoint de Karim Séga Diouf, entraîneur de l'équipe nationale olympique, avant d'en devenir l'entraîneur principal. Il était le sélectionneur de l'équipe nationale du Sénégal des moins de 20 ans lors des Jeux de la Francophonie 2013.
Le 4 mars 2015, la Fédération sénégalaise de football (FSF) le nomme au poste de sélectionneur de l'équipe nationale A succédant au Français Alain Giresse. Cissé dispose d'un contrat de quatre ans. Après avoir atteint les quarts de finale de la CAN, perdus aux tirs au but face au futur vainqueur camerounais, il qualifie les lions pour la Coupe du monde 2018, la seconde participation du pays au tournoi mondial après 2002 Deuxièmes ex æquo de leur groupe du premier tour avec le Japon, les sénégalais sont éliminés à la différence des cartons jaunes reçus.
En 2022, en tant que sélectionneur, il remporte enfin la Coupe d'Afrique des nations aux tirs au but contre l'Égypte après avoir perdu en finale de la précédente CAN face à l’Algérie dirigée par un autre ancien international, Djamel Belmadi. Cette victoire arrive alors que Cissé et ses joueurs font l'objet de critiques après une phase de groupes marquée par une seule victoire et un seul but inscrit en trois rencontres.
En juillet 2022, Aliou Cissé remporte le prix d’entraîneur africain de l’année lors de la cérémonie des CAF Awards organisée par la Confédération africaine de football (CAF).
En décembre 2022, après avoir atteint les huitièmes de finale du mondial et perdu face aux Anglais, Aliou Cissé est confirmé comme sélectionneur du Sénégal jusqu'à la CAN 2024.
En décembre 2023, selon un journal sénégalais, Aliou Cissé, comme les autres membres de l'équipe d'encadrement de la sélection nationale, n'auraient pas perçu de salaire depuis six mois.
En janvier 2024, il est à la tête de l'équipe du Sénégal éliminée en huitième de finale de la Coupe d'Afrique des nations 2023 par la Côte d'Ivoire, le pays organisateur et futur lauréat de la compétition. En mars le contrat de Cissé est prolongé jusqu'en 2026. Le 2 octobre 2024, Aliou Cissé a été démis de ses fonctions d'entraîneur du Sénégal après la performance décevante de l'équipe lors des qualifications pour la Coupe du Monde de la FIFA 2026.

## Palmarès

### En tant que joueur
Avec le PSG
- Vice-champion de France en 2000
- Finaliste de la Coupe de la Ligue en 2000

Avec le Sénégal
- Finaliste de la Coupe d'Afrique des nations en 2002
- Quart-de-finaliste de la Coupe du monde 2002

### En tant qu'entraîneur
- Finaliste de la Coupe d'Afrique des nations de football 2019 avec le Sénégal
- Vainqueur de la Coupe d'Afrique des nations de football 2022 avec le Sénégal

### Distinctions personnelles
- Entraîneur africain de l'année en 2022[10]

### Décoration
- Commandeur de l'Ordre national du Lion du Sénégal (2022)[11]

## Statistiques
| Saison                | Club                  | Championnat           | Championnat | Championnat | Coupe nationale | Coupe nationale | Coupe de la Ligue | Coupe de la Ligue | Compétition(s) continentale(s) | Compétition(s) continentale(s) | Compétition(s) continentale(s) | Sénégal | Sénégal | Total | Total |
| Saison                | Club                  | Division              | M.          | B.          | M.              | B.              | M.                | B.                | Comp.                          | M.                             | B.                             | M.      | B.      | M.    | B.    |
| 1994-1995             | Lille OSC             | Division 1            | 6           | -           | 1               | -               | -                 | -                 | -                              | -                              | -                              | -       | -       | 7     | 0     |
| 1995-1996             | Lille OSC             | Division 1            | -           | -           | -               | -               | -                 | -                 | -                              | -                              | -                              | -       | -       | 0     | 0     |
| 1996-1997             | Lille OSC             | Division 1            | -           | -           | -               | -               | -                 | -                 | -                              | -                              | -                              | -       | -       | 0     | 0     |
| Sous-total            | Sous-total            | Sous-total            | 6           | 0           | 1               | 0               | 0                 | 0                 | -                              | 0                              | 0                              | 0       | 0       | 7     | 0     |
| 1997-1998             | CS Sedan Ardennes     | National              | 33          | 5           | 2               | 1               | -                 | -                 | -                              | -                              | -                              | -       | -       | 35    | 6     |
| 1998-1999             | Paris Saint-Germain   | Division 1            | 8           | -           | 1               | -               | -                 | -                 | -                              | -                              | -                              | -       | -       | 9     | 0     |
| 1999-2000             | Paris Saint-Germain   | Division 1            | 26          | 1           | 3               | 1               | 5                 | 0                 | -                              | -                              | -                              | -       | -       | 34    | 2     |
| 2000-2001             | Paris Saint-Germain   | Division 1            | 10          | -           | 2               | -               | 1                 | 0                 | C1                             | 4                              | 0                              | 7       | 0       | 24    | 0     |
| 2001                  | Paris Saint-Germain   | Division 1            | -           | -           | -               | -               | -                 | -                 | CI                             | 2                              | 0                              | 2       | 0       | 4     | 0     |
| Sous-total            | Sous-total            | Sous-total            | 44          | 1           | 6               | 1               | 6                 | 0                 | -                              | 6                              | 0                              | 9       | 0       | 71    | 2     |
| 2001-2002             | Montpellier HSC       | Division 1            | 17          | 1           | -               | -               | 1                 | 0                 | -                              | -                              | -                              | 14      | 0       | 32    | 1     |
| 2002-2003             | Birmingham City FC    | Premier League        | 21          | -           | -               | -               | -                 | -                 | -                              | -                              | -                              | 3       | 0       | 24    | 0     |
| 2003-2004             | Birmingham City FC    | Premier League        | 14          | -           | 1               | -               | 1                 | 0                 | -                              | -                              | -                              | 5       | 0       | 21    | 0     |
| Sous-total            | Sous-total            | Sous-total            | 35          | 0           | 1               | 0               | 1                 | 0                 | -                              | 0                              | 0                              | 8       | 0       | 45    | 0     |
| 2004-2005             | Portsmouth FC         | Premier League        | 20          | -           | 1               | -               | 4                 | 0                 | -                              | -                              | -                              | 2       | 0       | 27    | 0     |
| 2005-2006             | Portsmouth FC         | Premier League        | 3           | -           | -               | -               | -                 | -                 | -                              | -                              | -                              | 1       | 0       | 4     | 0     |
| Sous-total            | Sous-total            | Sous-total            | 23          | 0           | 1               | 0               | 4                 | 0                 | -                              | 0                              | 0                              | 3       | 0       | 31    | 0     |
| 2006-2007             | CS Sedan Ardennes     | Ligue 1               | 11          | -           | 1               | -               | -                 | -                 | -                              | -                              | -                              | -       | -       | 12    | 0     |
| 2007-2008             | CS Sedan Ardennes     | Ligue 2               | 10          | 1           | 3               | -               | -                 | -                 | -                              | -                              | -                              | -       | -       | 13    | 1     |
| Sous-total            | Sous-total            | Sous-total            | 21          | 1           | 4               | 0               | 0                 | 0                 | -                              | 0                              | 0                              | 0       | 0       | 25    | 1     |
| 2008-2009             | Nîmes Olympique       | Ligue 2               | 7           | -           | 1               | -               | 1                 | 0                 | -                              | -                              | -                              | 1       | 1       | 10    | 1     |
| Total sur la carrière | Total sur la carrière | Total sur la carrière | 186         | 8           | 16              | 2               | 13                | 0                 | -                              | 6                              | 0                              | 35      | 1       | 256   | 11    |